# Garbanzo castellano
El Garbanzo castellano (denominado también como Garbanza) es una variedad de garbanzo muy popular en la cocina española en sus cocidos. Es de tamaño medio o grande, con forma esférica y color amarillento característico. Perteneciente a la familia de los garbanzos Kabuli, se caracteriza por el prominente pico curvado. El cultivo del garbanzo castellano se extiende por la parte sur de España (Andalucía y Extremadura).
Entre sus múltiples variedades destacan el garbanzo lechoso y el garbanzo pedrosillano.